# 元景山
元 景山（げん けいざん、532年 - 586年）は、中国の北周から隋にかけての軍人。字は宝岳。本貫は河南郡洛陽県。

## 経歴
西魏の宋安王元琰（元燮の子）の子として生まれた。559年、大司馬の賀蘭祥の下で吐谷渾を攻撃し、功績により撫軍将軍に任ぜられた。その後数度の征戦に従軍し、儀同三司に累進し、文昌県公の爵位を受け、亹川防主に任ぜられた。後に北斉と邙山で戦い、功績により開府儀同三司の位を加えられ、建州刺史に転じ、宋安郡公に進んだ。武帝に従って北斉の平定にあたり、大将軍に任ぜられ、平原郡公に改封された。
後に亳州総管をつとめた。亳州では王迴洛や張季真らが各地を略奪してまわっており、州牧や郡守たちは制することができなかった。景山は亳州に赴任すると、王迴洛らに対する追捕にあたり、王迴洛と張季真は身ひとつで江南に亡命した。景山は王迴洛らの党の数百人を捕らえて、みな斬った。陳の張景遵が淮南で北周に帰順すると、陳の将軍の任蛮奴が淮南に進攻して、数柵を落とした。景山が譙州・潁州の兵を率いて張景遵の救援にあたると、任蛮奴は軍を退いた。景山は長安に召還されて候正となった。
579年、景山は上柱国の韋孝寛の下で淮南の経略にあたった。580年3月、鄖州総管の宇文亮が叛乱を起こし、夜中に韋孝寛を襲撃したが、勝利できず逃走した。景山は鉄騎300を率いて出撃し、宇文亮を破って斬首した。
同年5月に楊堅が大丞相となると、6月には尉遅迥がこれに反発して叛いた。滎州刺史の宇文冑が尉遅迥と通じて、ひそかに景山に手紙を書き送り、尉遅迥の側につくよう勧めた。景山は宇文冑の使者を捕らえて、手紙を封じて丞相府を訪れた。楊堅は景山を賞賛して、位を上大将軍に進めた。7月、司馬消難が鄖州で陳につくと、陳は将軍の樊毅・馬傑らを派遣して救援した。景山は軽騎500を率いて鄖州におもむいた。樊毅らは住民をさらって逃走した。景山はこれを追い、一日一夜で300里あまりを進んで、樊毅と漳口で戦って勝利した。樊毅らは甑山鎮まで撤退した。景山は司馬消難に落とされた城邑をことごとく平定した。安州総管に任ぜられ、位は柱国に進んだ。桐柏山の少数民族が叛くと、景山はこれを平定した。
581年、隋が建国されると、上柱国の位を受けた。582年、陳に対する南征軍が起こされると、景山は行軍元帥となり、行軍総管の韓延・呂哲らを率いて漢口に進出した。上開府の鄧孝儒に精鋭の兵4000を率いさせて、陳の甑山鎮を攻めさせた。陳の将軍の陸綸が水軍を率いて救援に現れると、鄧孝儒は迎撃して陸綸を破った。陳の将軍の魯達・陳紀が兵を率いて溳口を守っていたので、景山は兵を派遣して魯達らを敗走させた。陳軍は動揺して、甑山・沌陽の2鎮の守将はともに城を放棄して逃走した。景山は長江を渡ろうとしたが、ときに陳の宣帝が死去したので、詔により軍を返した。
数年後、事件に連座して免職された。586年7月、私邸で死去した。享年は55。梁州総管の位を追贈された。諡を襄といった。
子の元成寿が後を嗣いだ。元成寿は、煬帝のもとで左親衛郎将となり、楊玄感の乱のときには、衛玄の下で乱の平定に功績を挙げ、正議大夫・西平郡通守に進んだ。

## 伝記資料
- 『隋書』巻三十九 列伝第四
- 『北史』巻十八 列伝第六 景穆十二王下